# Malado Kaba
Malado Kaba (nascida em 1971) é uma economista guineense e a primeira mulher Ministra da Economia e Finanças da Guiné, servindo de janeiro de 2016 a maio de 2018.

## Infância e educação
Malado Kaba nasceu em 22 de março de 1971 no Condado de Montserrado, Monróvia, Libéria. Junto com seus  pais, mudou-se para a França quando tinha 3 meses.
Passou sua infância e adolescência entre Paris e os subúrbios. Kaba frequentou o Lycée Honoré de Balzac em Paris, onde obteve seu bacharelado em 1989.  Formou-se na Paris Nanterre University em 1994 com uma licenciatura em Economia do Desenvolvimento e uma licenciatura em economia internacional em 1994. Malado também possui um certificado do Goethe Institute como proficiente no idioma alemão.

## Carreira
Kaba estagiou no Ministério dos Negócios Estrangeiros Francês  antes de trabalhar como consultora no Ministério da Economia e Finanças da Guiné de 1996 a 1999. Trabalhou em vários projetos de desenvolvimento com a União Europeia e supervisionou a análise da parceria da Comissão Europeia com a África do Sul relacionada à Macroeconomia e transparência orçamentária.
Em 2014, Kaba tornou-se chefe da Iniciativa de Governança da África do ex-primeiro-ministro britânico Tony Blair.
Kaba foi nomeada Ministra das Finanças pelo Presidente Alpha Condé em 6 de janeiro de 2016, a primeira mulher no cargo e uma das sete mulheres nomeadas para o gabinete.
Em 2020, Malado Kaba foi indicada para ingressar na "turma inaugural de Líderes Amujae, turma de 2020" do Centro Presidencial Ellen Johnson Sirleaf para Mulheres e Desenvolvimento, criado pela presidente Ellen Johnson Sirleaf. A visão da Iniciativa Amujae é mudar o cenário para as mulheres na liderança pública na África.
Em maio de 2022, Malado Kaba foi nomeada Diretora do Departamento de Gênero, Mulheres e Sociedade Civil do Banco Africano de Desenvolvimento (BAD). A nomeação para o cargo produziu efeitos a partir de 16 de junho de 2022.